# Wilhelm Dürks
Hinrich Wilhelm Dürks (* 27. Februar 1890 in Ganderkesee, Großherzogtum Oldenburg; † 9. März 1966 in Hennigsdorf im Kreis Oranienburg, DDR) war ein deutscher Gymnasiallehrer und Heimatforscher.

## Leben
1909 bestand Dürks seine Reifeprüfung am Mariengymnasium in Jever. Im Anschluss studierte er bis 1913 Latein, Griechisch und Religion in Leipzig, Marburg und Göttingen. 1913 bestand er seine erste Lehramtsprüfung in Göttingen. Von 1914 bis 1916 diente er im Ersten Weltkrieg. 1916 bis 1918 arbeitete er als wissenschaftlicher Hilfslehrer am Reformrealgymnasium in Rüstringen. 1917 wurde er an der Universität Kiel zum Dr. phil. promoviert. Ab 1918 lehrte er als Studienrat bis 1920 am Reformrealgymnasium Rüstingen. 1920 wechselte Dürks an das Reformrealgymnasium Oldenburg und ab 1926 an das Reformrealgymnasium Hennigsdorf.

## Veröffentlichungen (Auswahl)
- De Severiano Gabalitano. Dissertation Kiel 1917.